# 前城子古城址
前城子古城址，位于中国吉林省公主岭市玻璃城子镇广宁村，为一个省级文物保护单位，类型为古城址，公布时间为2007年5月31日。该文物保护单位由公主岭市文管所管理。
前城子古城址的历史年代为辽—金。